# Большая голубая дыра
Большая голубая дыра (англ. Great Blue Hole) — крупная голубая дыра, расположенная в центре Лайтхаус-Рифа, атолла в составе Белизского барьерного рифа. Дыра представляет собой круглую карстовую воронку диаметром 300 метров, уходящую на глубину 124 метра.
Данное геологическое образование первоначально являлось системой известняковых пещер, сформировавшихся в ходе последнего ледникового периода. Уровень моря тогда был значительно ниже, но когда океан поднялся и свод затопленной пещеры обвалился, образовалась карстовая воронка — довольно распространённая форма рельефа вдоль побережья Белиза.

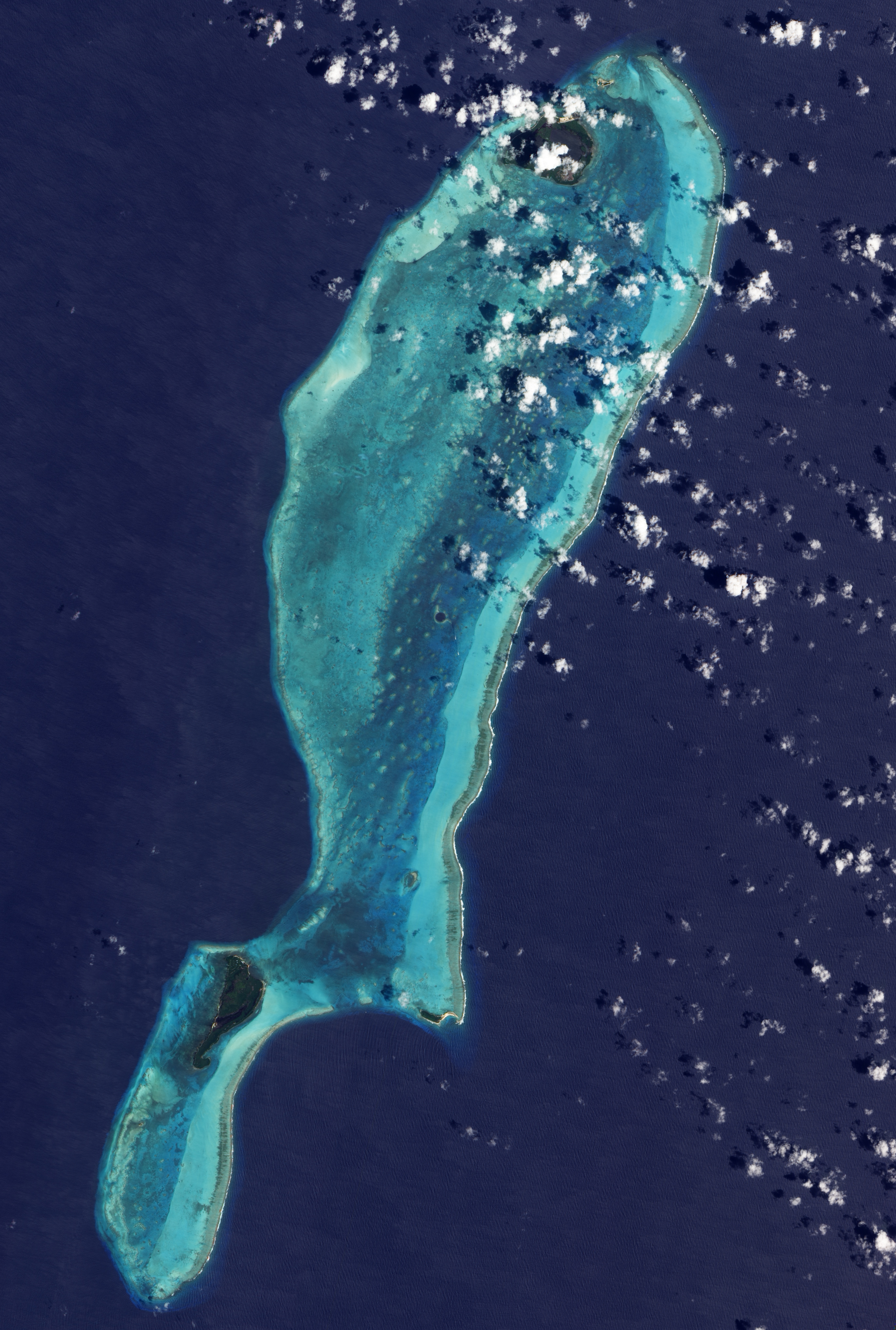
Спутниковый снимок Лайтхаус-Рифа, Большая голубая дыра расположена прямо по центру

Голубая дыра стала известна благодаря французскому исследователю Жак-Иву Кусто, который включил её в список 10 лучших мест в мире для ныряния. В 1972 году на своём судне Калипсо он измерил глубину дыры и подтвердил теорию её образования. Спустившись на одноместных субмаринах в дыру, участники экспедиции обнаружили массивные сталактиты, некоторые из которых располагались под углом 10—13° к вертикали, что указывало на геологический сдвиг и наклон лежащего ниже плато.
Несмотря на труднодоступность места (расстояние от города Белиз составляет около 96 км), Великая голубая дыра является популярным местом погружений для рекреационного дайвинга. Ныряльщики могут встретить несколько интересных видов рыб, включая гигантского групера, акул-нянек и несколько видов рифовых акул, например карибскую рифовую акулу.
Анализ соотношения титана и алюминия в осадочных породах в соседних с карстовым провалом лагунах показал, что времена между 800 и 900 годами и между 1000 и 1100 годами были на Юкатане крайне засушливыми периодами, приведшими к упадку древней цивилизации майя.